# Кунти, Лука
Лу́ка Ку́нти (итал. Luca Cunti; 4 июля 1989, Цюрих, Швейцария) — швейцарский хоккеист, нападающий. В настоящее время является игроком швейцарского хоккейного клуба «Цюрих Лайонс».

## Статистика
Последнее обновление: 15 июня 2013 года

### Клубная карьера
```
                                            --- Regular Season ---  ---- Playoffs ----
Season   Team                        Lge    GP    G    A  Pts  PIM  GP   G   A Pts PIM
--------------------------------------------------------------------------------------
2005-06  GCK Lions                   Swiss   7    0    0    0    2  --  --  --  --  --
2006-07  Thurgau                     Swiss  13    2    1    3    8  --  --  --  --  --
2007-08  Chicago Steel               USHL   34   11   21   32   37   6   2   3   5   2
2008-09  Rimouski Oceanic            QMJHL  57   20   25   45   32  13   4   5   9  12
2009-10  Langnau                     Swiss  12    1    1    2    4  --  --  --  --  --
2010-11  GCK Lions                   Swiss  42    9   23   32   80  --  --  --  --  --
2011-12  Zurich                      Swiss  35   11   13   24   18  15   1   7   8   6
2012-13  Zurich                      Swiss  44   10   20   30   18  12   2   3   5   6
```

### Международные соревнования
| Год                   | Сборная               | Турнир                | Место                 |    | И | Г  | П  | О  | Штр |
| --------------------- | --------------------- | --------------------- | --------------------- | -- | - | -- | -- | -- | --- |
| 2005                  | Швейцария (юниор.)    | ЮЧМ (до 18)           | 9                     | 6  | 1 | 1  | 2  | 0  |     |
| 2007                  | Швейцария (юниор.)    | ЮЧМ (до 18)           | 6                     | 6  | 3 | 1  | 4  | 6  |     |
| Всего (юниор. и мол.) | Всего (юниор. и мол.) | Всего (юниор. и мол.) | Всего (юниор. и мол.) | 12 | 4 | 2  | 6  | 6  |     |
| 2013                  | Швейцария             | ЧМ                    |                       | 10 | 2 | 3  | 5  | 2  |     |
| Всего (осн. сборная)  | Всего (осн. сборная)  | Всего (осн. сборная)  | Всего (осн. сборная)  | 64 | 2 | 16 | 18 | 58 |     |

## Достижения
- Серебряный призёр чемпионата мира (2013) в составе сборной Швейцарии.
- Чемпион Швейцарии (2012) в составе «Цюриха».
- Лучший новичок чемпионата Швейцарии (2012).